# Neuleiningen
Neuleiningen – miejscowość i gmina w Niemczech, w kraju związkowym Nadrenia-Palatynat, w powiecie Bad Dürkheim, wchodzi w skład gminy związkowej Leiningerland. Do 31 grudnia 2017 należała do gminy związkowej Grünstadt-Land.

## Galeria

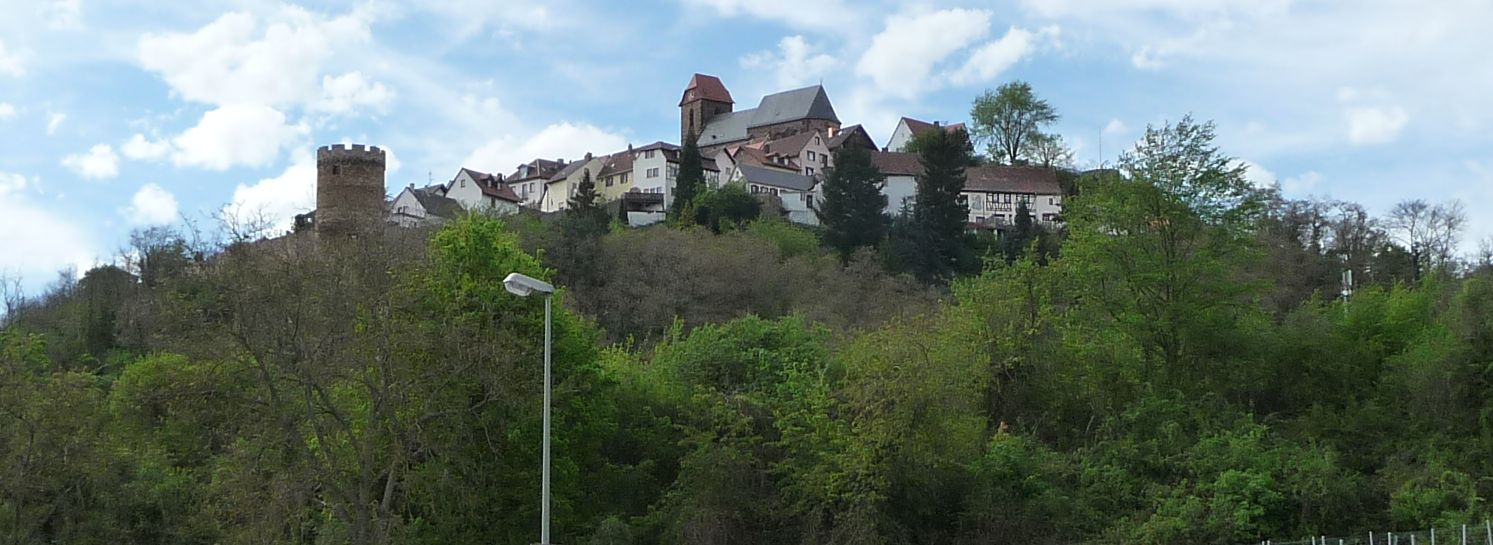
Neuleiningen na górze, widok od strony wschodniej
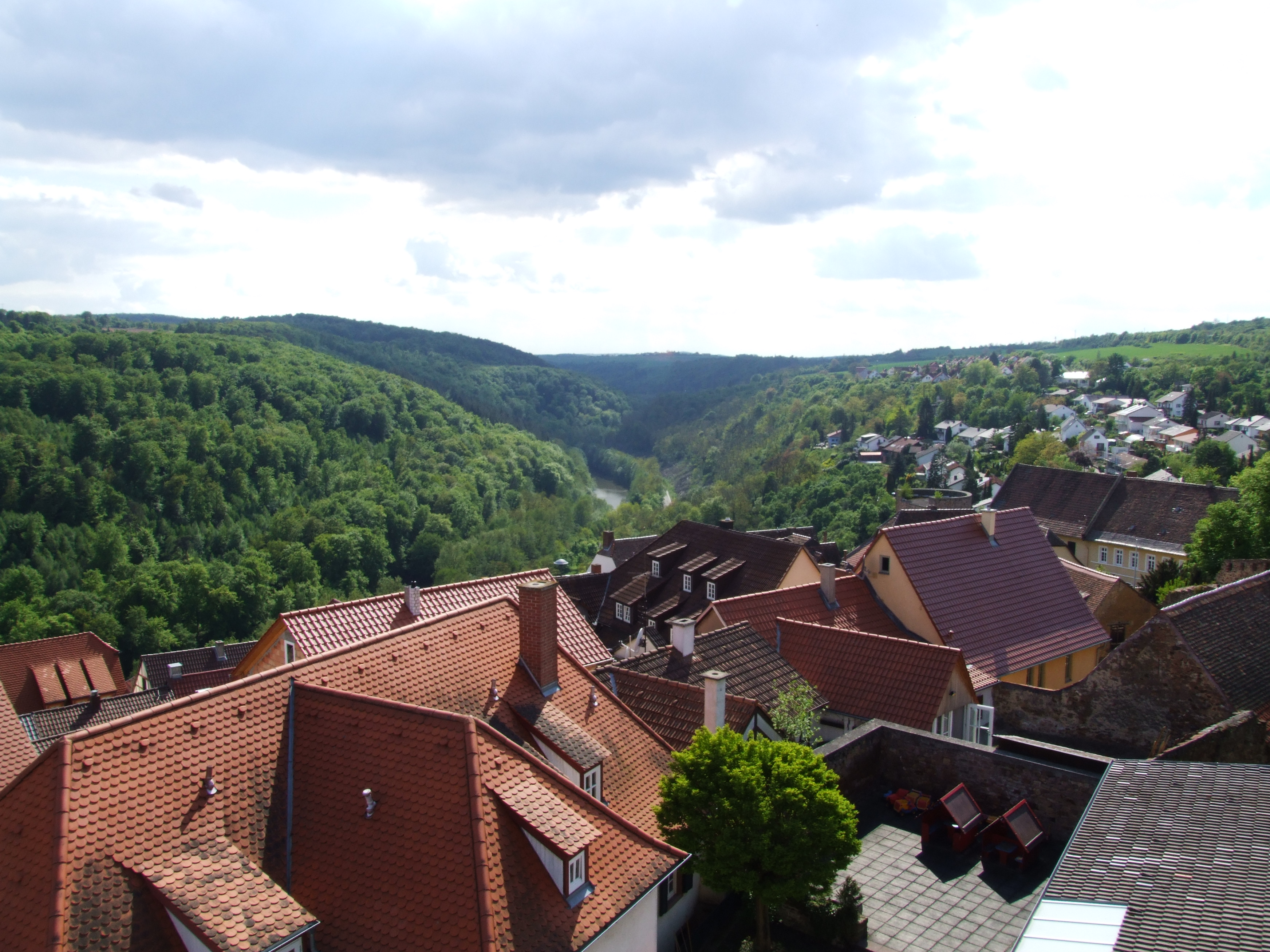
Widok z zamku na zachodzie Neuleiningen
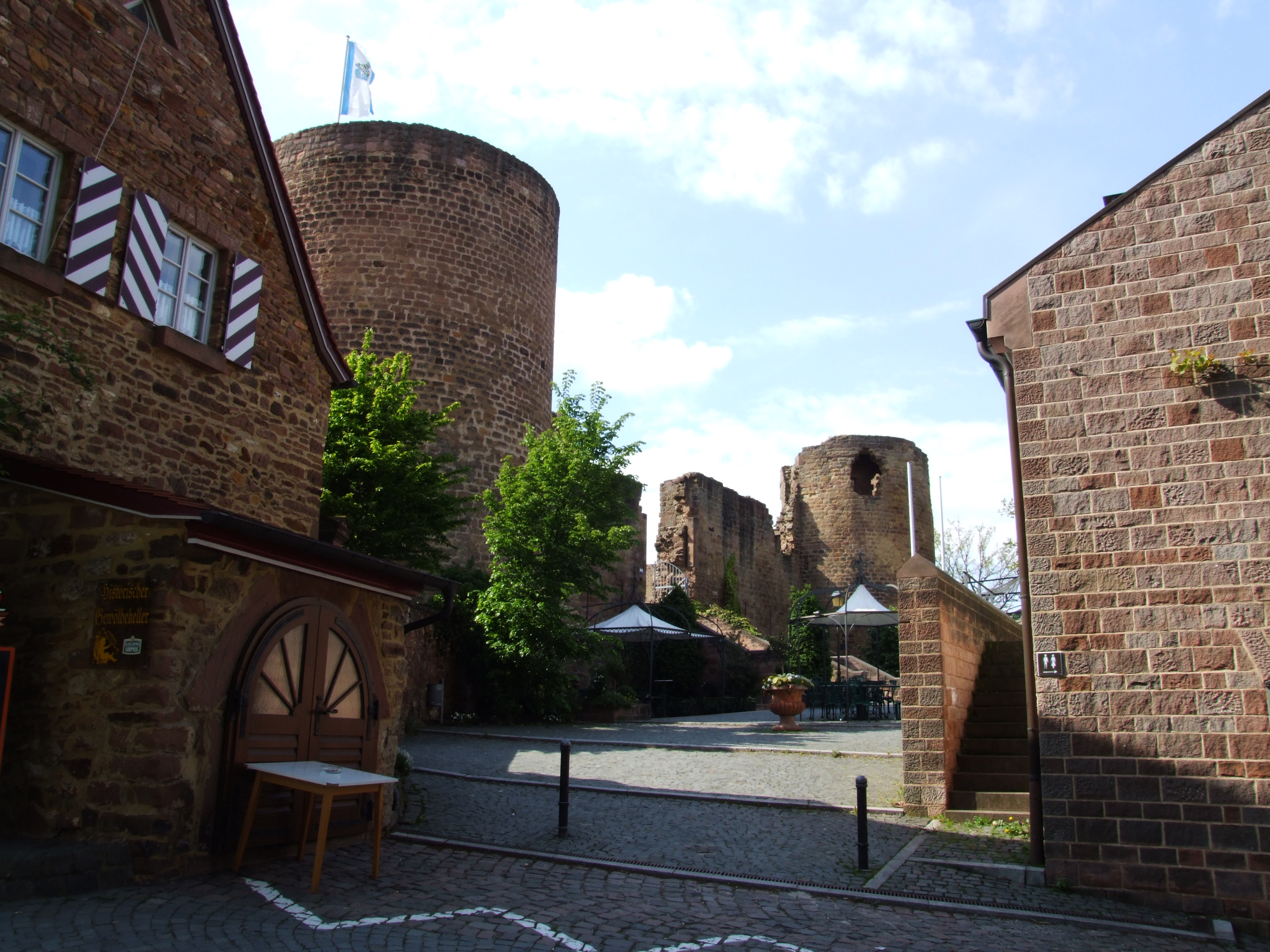
Burg Neuleiningen, cour orientale avec Burgschenke
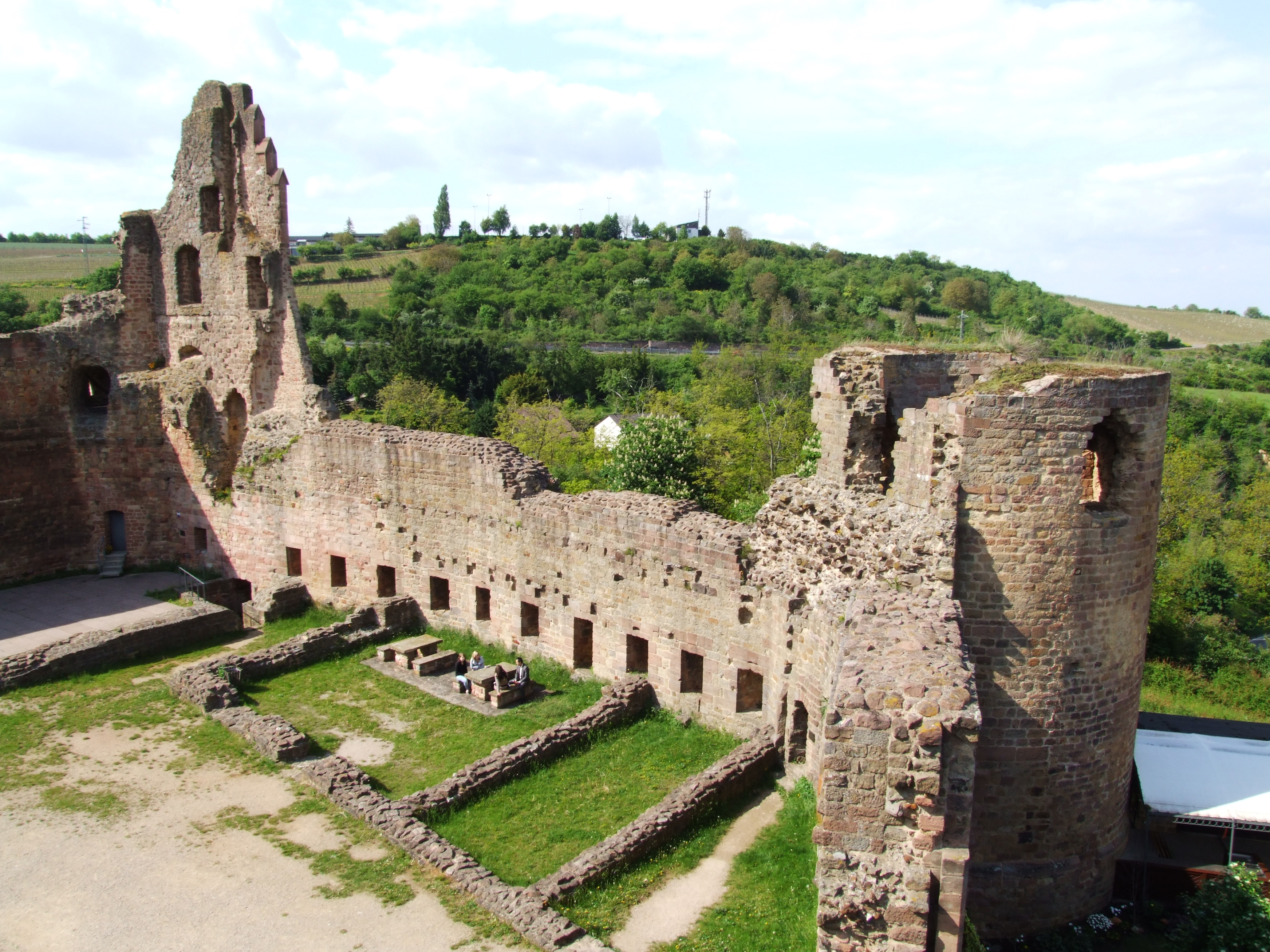
Burg Neuleiningen, North Side
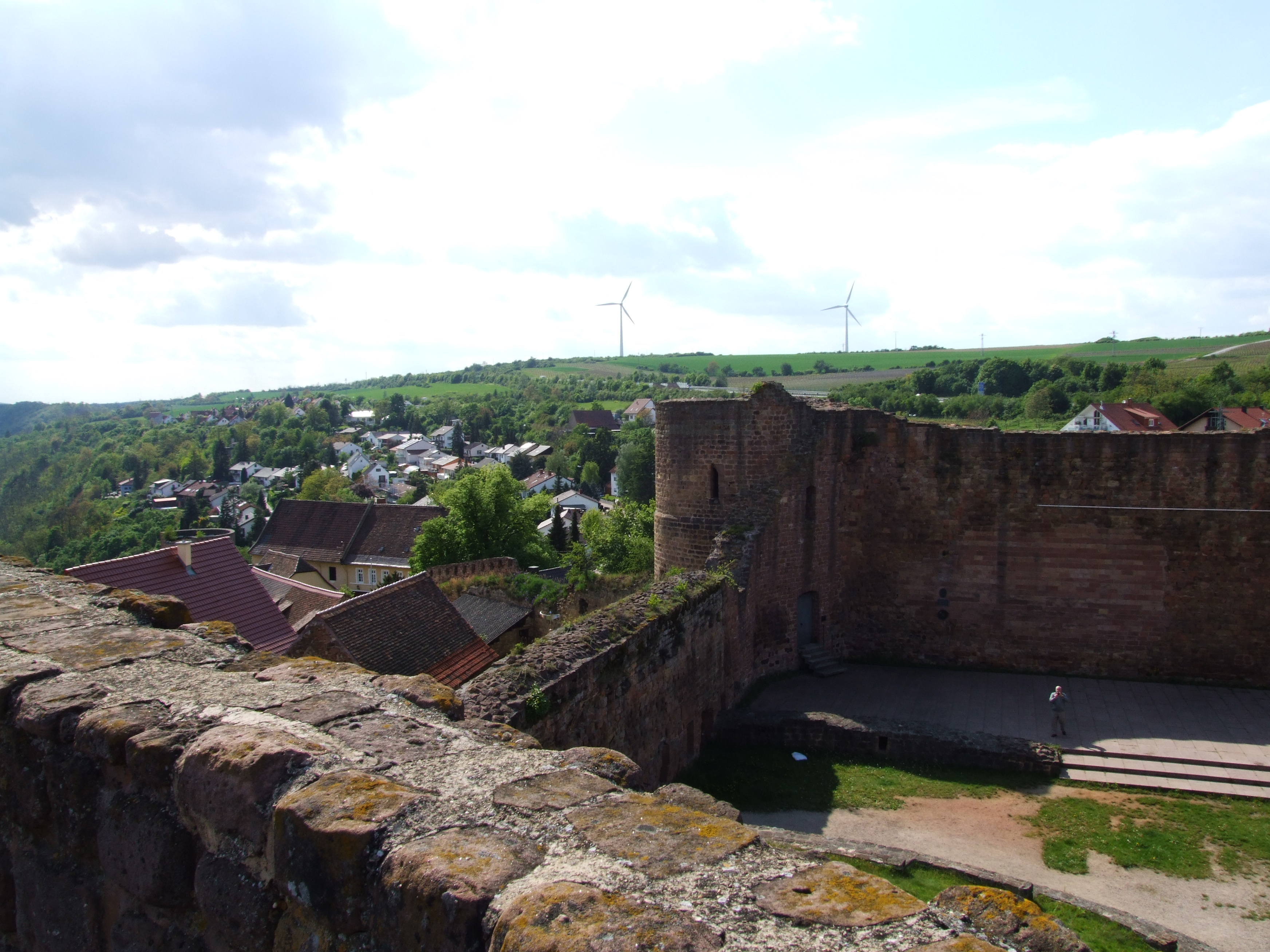
Burg Neuleiningen, południe patrząc
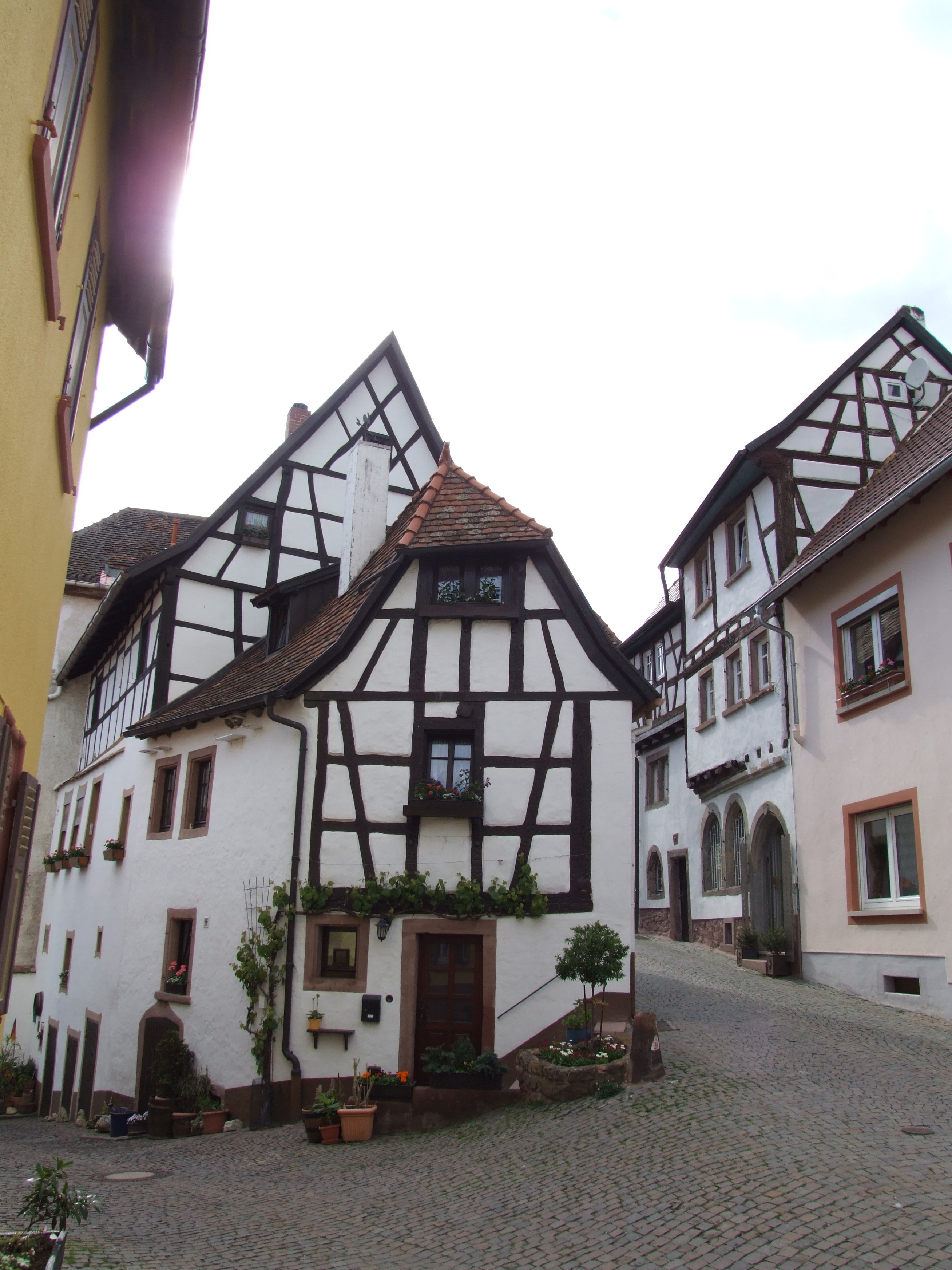
Szachulcowy dom w Neuleiningen
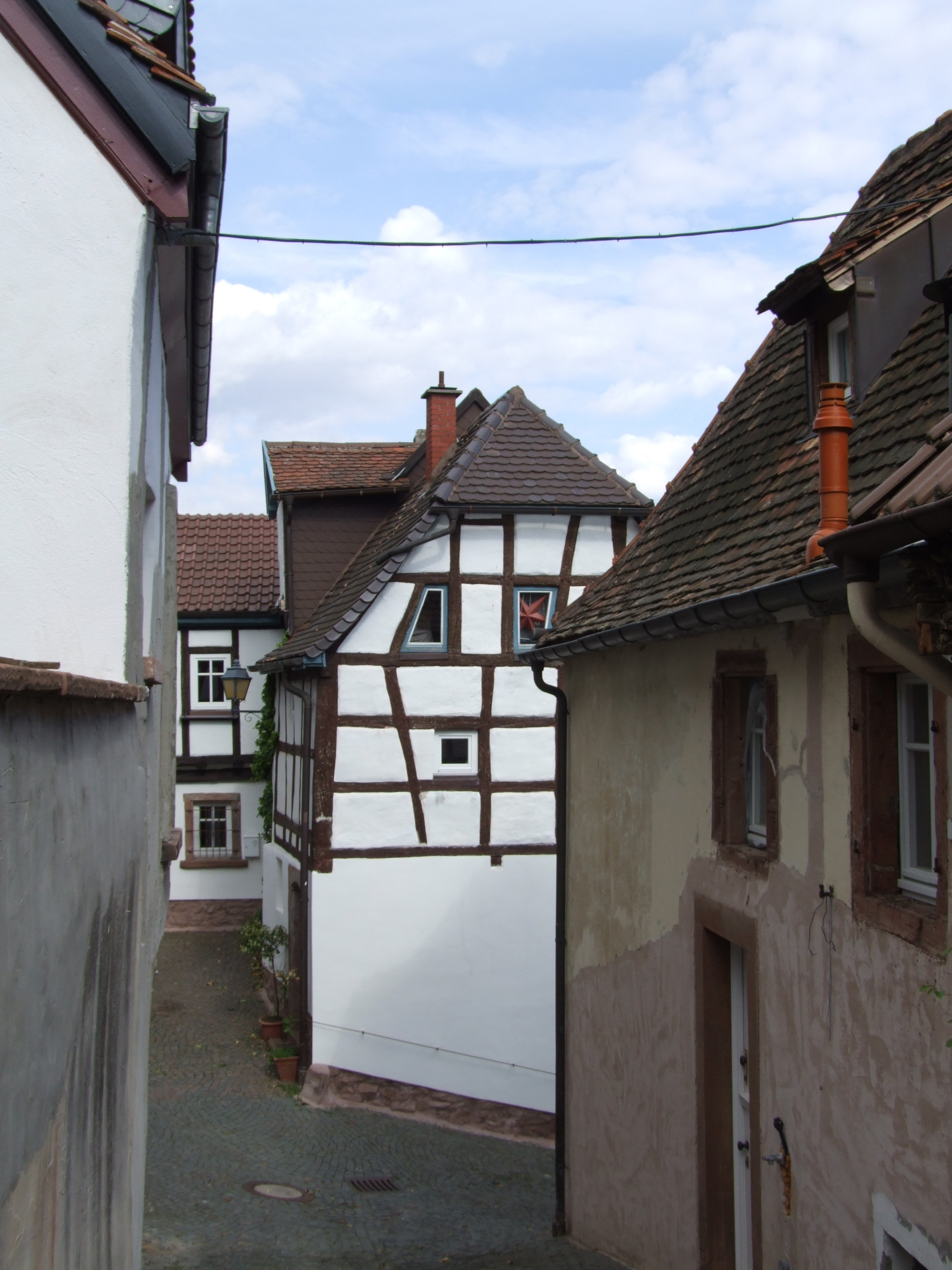
stary dom w Neuleiningen
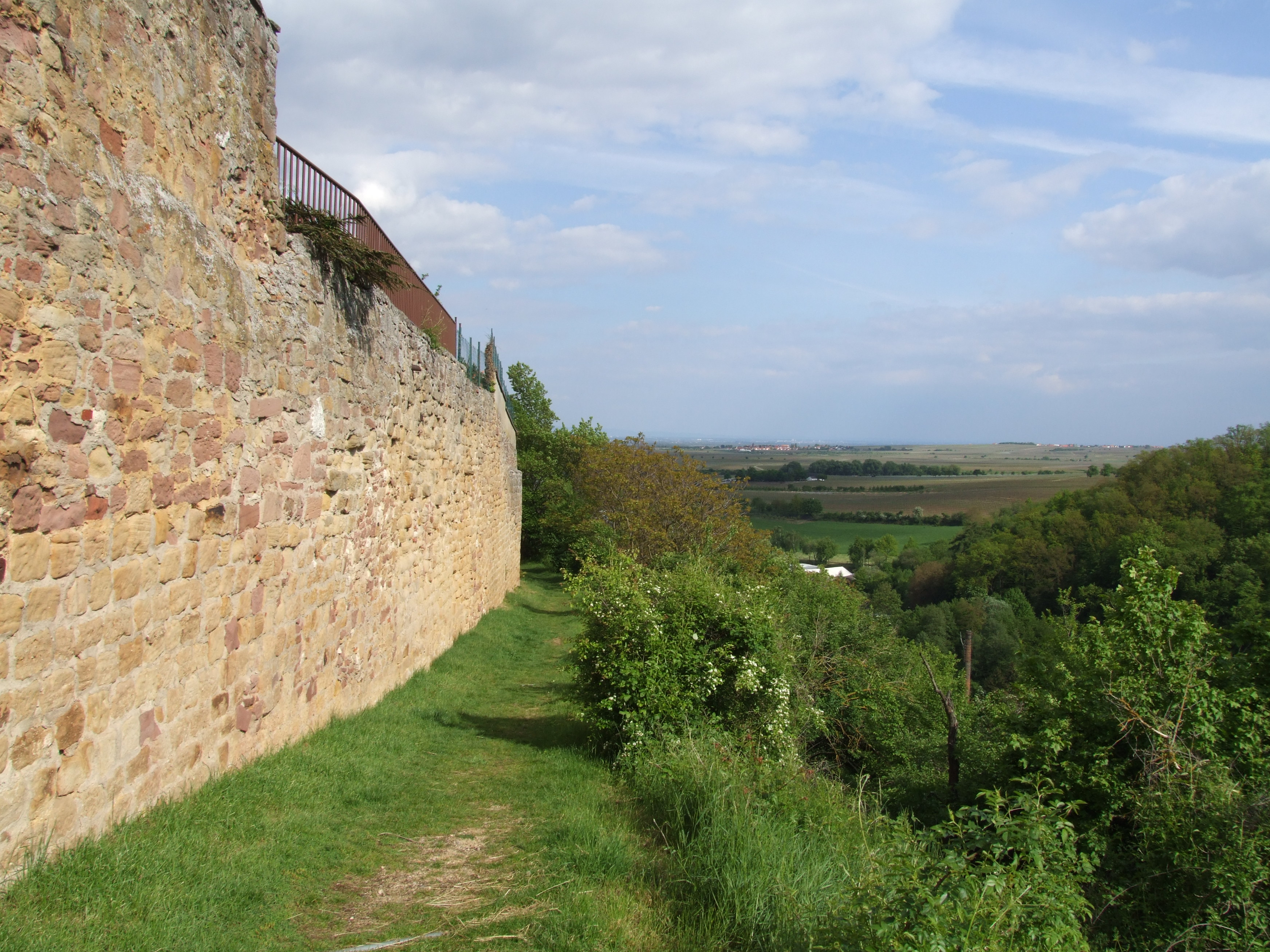
Ściany Neuleiningen, strona południowa, widok od wschodniej ściany spacer do doliny Renu
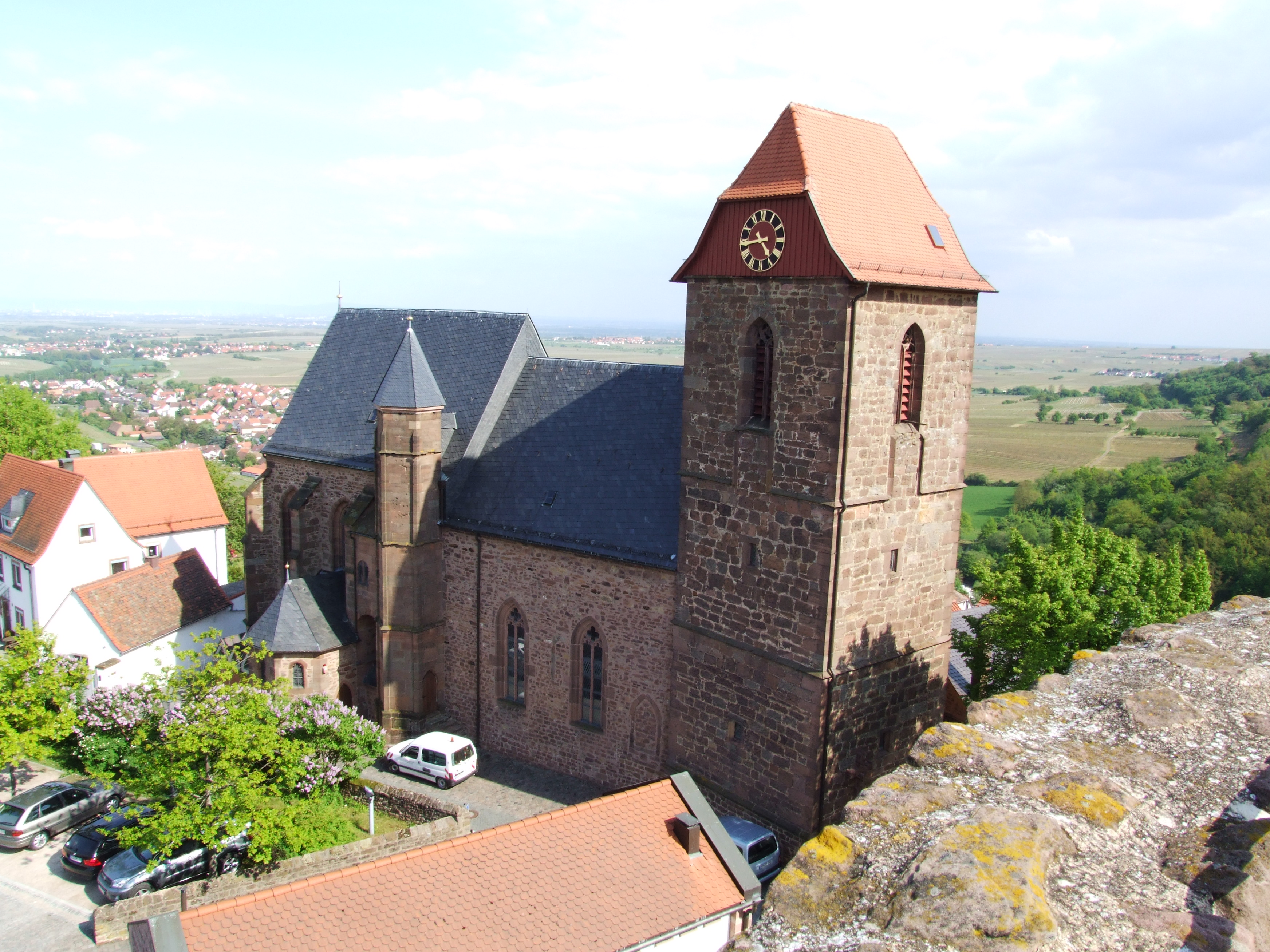
Kościół parafialny św Mikołaja, Neuleiningen, sfotografowany z zamku.
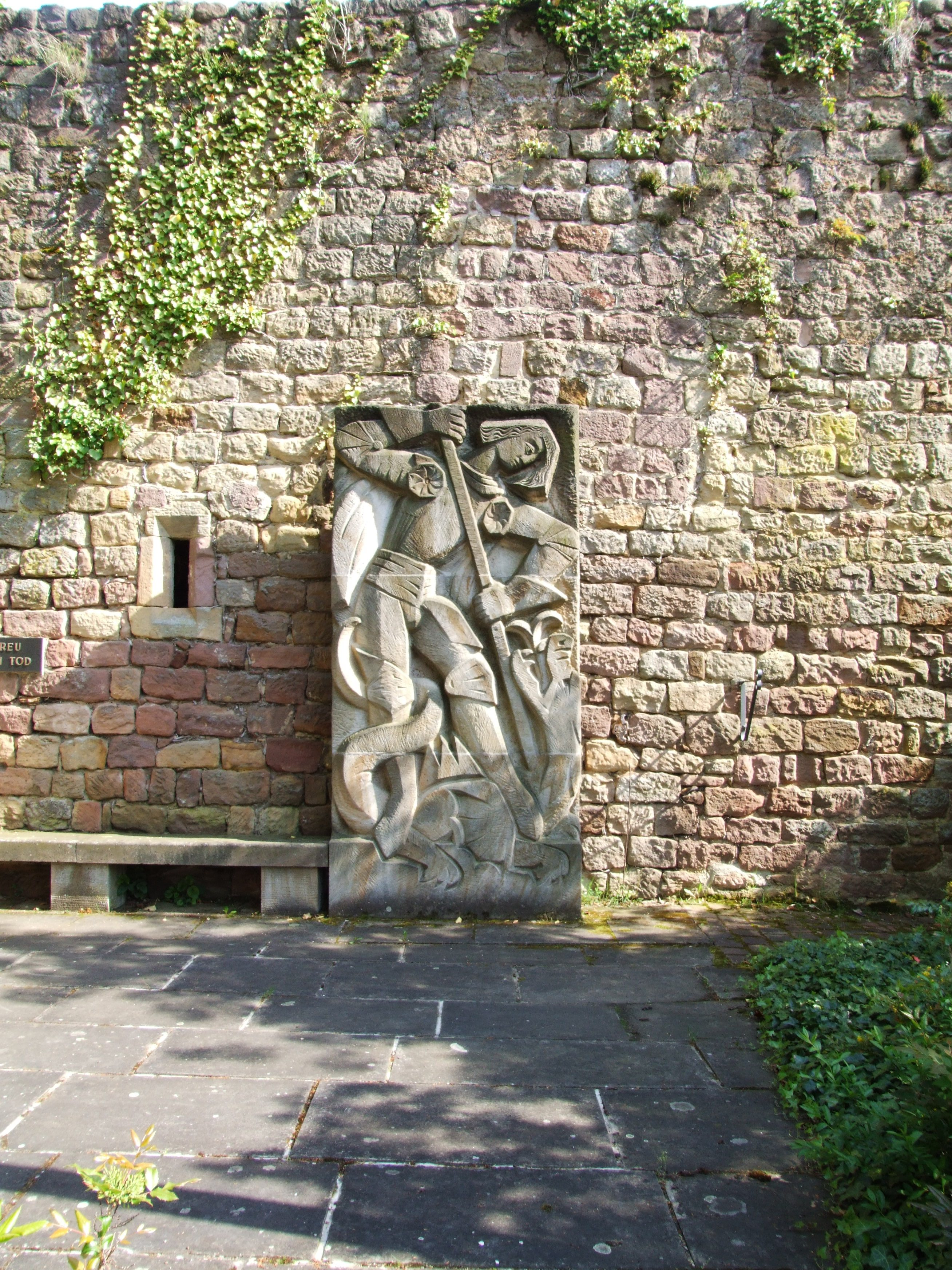
Św. Jerzy i smok, ulga w Neuleiningen
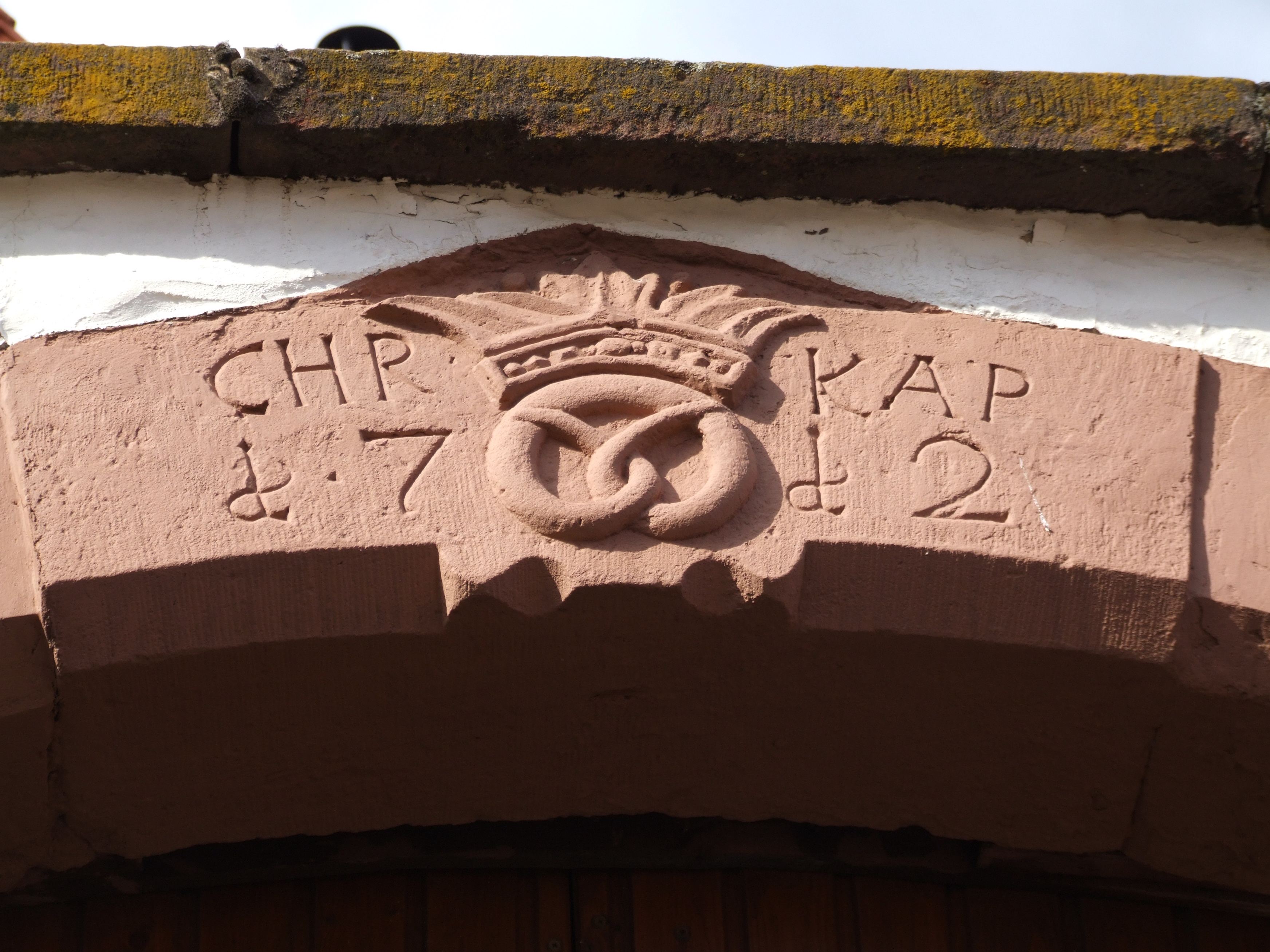
Reprezentacja Precel o bramę w Neuleiningen